# Supermundial de clubs
El Supermundial de Clubs és una competició futbolística que serà disputada pels millors equips dels diversos campionats de campions de les sis confederacions continentals afiliades a la FIFA. La competició es disputarà cada 4 anys i substituirà el Campionat del Món de Clubs de la FIFA.

## Classificació

### Directes
- UEFA: 12 clubs, els campions i subcampions de les últimes 4 Lliga de Campions de la UEFA i els 4 clubs amb millor Coeficient UEFA[2]
- CONMEBOL: 4 clubs, els campions de les últimes 4 Copa CONMEBOL Libertadores[2]
- Confederació Africana de Futbol: 2 clubs[2]
- Confederació Asiàtica de Futbol: 2 clubs[2]
- CONCACAF: 2 clubs[2]
- País organitzador: 1 club[2]

### Fase prèvia
Els equips jugaran un partit de fase prèvia que decidirà quin dels dos clubs podrà participar en la competició.
- CONMEBOL: 1 club amb la millor classificació al rànquing CONMEBAL[2]
- OFC: 1 club[2]

## Format
1. Fase de grups amb 8 grups formats per 3 equips dels quals es classificarà el millor de cada grup[1]
2. Quarts de final a un sol partit[1]
3. Semifinals a un sol partit[1]
4. Final a un sol partit[1]